# Pointe des Mossettes
Der Pointe des Mossettes ist ein 2277 m ü. M. hoher Berg im Gebiet Chablais im Kanton Wallis, Schweiz.
Die Pointe des Mossettes dominiert das Val d’Illiez im Osten und das Resort Les Crosets im Skigebiet Portes du Soleil. Der Berg liegt auf der Gratlinie zwischen den Einzugsgebieten der Vièze und der Dranse de Morzine.
Der Berg gehört zum internationalen Skigebiet Portes du Soleil und kann mit Sesselbahnen von Les Crosets oder Avoriaz (Frankreich) aus erreicht werden. Von der Bergstation erreicht man zu Fuss in ca. 30 rest. 45 Minuten die beiden Bergseen Lac Vert und Lac de Chésery. Bei den Bergstationen befindet sich ein Restaurant.